# Pukanec
Pukanec (Hongaars: Bakabánya) is een Slowaakse gemeente in de regio Nitra, en maakt deel uit van het district Levice.
Pukanec telt 2.019 inwoners.